# Odontoefibula
Odontoefibula is een monotypisch geslacht in de familie Phanerochaetaceae. Het bevat alleen Odontoefibula orientalis.